# بحيرة بانغ أونغ
بحيرة بانغ أونغ (بالتايلندية: ปางอุ๋ง) هي بحيرة طبيعية تقع في منطقة موك جام، بمقاطعة ماي هونغ سون في أقصى شمال غرب تايلاند، تُعد من أبرز الوجهات السياحية في المقاطعة، وتُعرف بجمالها الطبيعي وأجوائها الهادئة.

## نبذه
تحيط بالبحيرة غابات كثيفة من أشجار الصنوبر، وتتميز بمياهها الصافية والمناظر الخلابة، ما يجعلها مكانًا مفضلاً للتخييم، وركوب القوارب، والمشي في الطبيعة، كما تشتهر البحيرة بالمشاهد الصباحية التي يغطيها الضباب، مما يضفي عليها طابعًا شاعريًا يجذب الزوار، خاصة في موسم الشتاء.
تُعرف البحيرة أحيانًا باسم "سويسرا تايلاند" نظرًا لتضاريسها المشابهة لبعض المناطق الأوروبية، وهي جزء من مشروع ملكي سابق يهدف إلى تنمية المناطق الجبلية ودعم المجتمعات المحلية.